# Cubaniquel
Cubaniquel est une entreprise d'État cubaine chargée de l'exploitation du cobalt et du nickel, dont Cuba est l'un des principaux producteurs mondiaux via notamment les mines de Pinares, de Nicaro et de Moa. Elle travaille en collaboration notamment avec l'entreprise canadienne Sherritt International.
En août 2012, douze membres de son équipe dirigeants sont condamnés à des peines de prison de quatre à douze ans pour corruption.